# Solberg, Sundsvalls kommun
Solberg är en bebyggelse i Njurunda socken i Sundsvalls kommun. Området avgränsades före 2015 till en småort. Från 2015  räknas den som en del av tätorten Kvissleby